# Referendum a San Marino
Le norme inerenti all'esercizio del diritto di Referendum nella Repubblica di San Marino, sono contenute nella Legge Qualificata n. 1 del 29 maggio 2013 "Del referendum e dell'iniziativa legislativa popolare".

## Tipologie di Referendum
L'art. 2 della Legge 1/2013 prevede tre tipologie di referendum:
- referendum abrogativo, che può portare all'abrogazione, parziale o totale, di una legge o di una qualsiasi norma sammarinese;
- referendum confermativo, tramite cui i cittadini possono ratificare o meno una legge approvata dal Consiglio Grande e Generale;
- referendum propositivo, che può proporre criteri o indirizzi esecutivi per la stesura di una legge da parte dell'organo competente.

## Ammissibilità dei Referendum
Non possono essere proposti Referendum abrogativi che abbiano ad oggetto la soppressione di organi, organismi e poteri fondamentali dello 
Stato o l'abrogazione di leggi o atti aventi forza di legge in materia di tasse, imposte e tributi, di bilancio, di amnistia e indulto, nonché di ratifica di convenzioni e trattati internazionali;
Non possono essere presentati Referendum propositivi per materie vietate all'abrogativo, purché non abbia ad oggetto l'introduzione di limitazioni 
dell'esercizio del diritto di voto, del diritto al lavoro e della libera circolazione e stabilimento delle persone ed in generale violazione o limitazione dei diritti dell'uomo.
Nel solo caso in cui il referendum confermativo sia di iniziativa popolare, esso è ammesso unicamente per le leggi che riguardano gli organi, gli organismi e i poteri fondamentali dello Stato previsti dalla Dichiarazione dei diritti.

## Procedura referendaria
Ciascun referendum può essere proposto tramite richiesta scritta proveniente da almeno 60 membri del corpo elettorale (al referendum 2013 erano 33.303 persone) o da cinque Giunte di Castello. Il referendum confermativo può essere proposto anche dal Consiglio Grande e Generale tramite l'inserimento di un apposito articolo nella legge in oggetto. In questo caso, la successiva approvazione della richiesta da parte del Collegio garante della costituzionalità delle norme non è obbligatoria.
La fase successiva consiste nel giudizio di ammissibilità, che viene emesso dal Collegio garante dopo aver sentito i pareri e le motivazioni sia del comitato promotore che dell'eventuale comitato contrario. In seguito, se il Referendum è di iniziativa popolare, il comitato promotore ha 90 giorni di tempo per raccogliere le firme dell'1,5% del corpo elettorale e per depositarle presso il Collegio Garante, che ne valuta la regolarità. Se l'esito è positivo, la reggenza con un Decreto Reggenziale definisce la data delle votazioni, da stabilire in una domenica compresa fra il 60º ed il 90º giorno successivo al via libera dell'organo di garanzia. La campagna referendaria si apre il quindicesimo giorno precedente alla votazione, ed hanno diritto a parteciparvi il comitato promotore, il comitato contrario e tutte le forze politiche che hanno preso parte alle elezioni precedenti.
Il voto si esprime tracciando semplicemente un segno sul "si" o sul "no" nella scheda elettorale, secondo l'esito desiderato.

## Quorum
Il quorum dal 1997 al 2014 era del 32% di affluenza; dal 2014 fino a maggio 2016 per convalidare un referendum a San Marino la maggioranza di una delle due preferenze doveva essere almeno il 25% dei cittadini aventi diritto di voto; per far passare i sì, essi devono conquistare la maggioranza (50%+1) dei voti totali validamente espressi (solo voti favorevoli o contrari, non contate le schede bianche o nulle), inoltre i sì dovevano essere non meno del 25% degli elettori iscritti nelle liste elettorali (corpo elettorale). In seguito ad un referendum abrogativo, dal 2016 è stato totalmente eliminato il quorum di validità.

## Esito
In caso di approvazione del referendum, l'esito varia a seconda della tipologia di votazione effettuata. A seguito del referendum abrogativo, la Reggenza, con Decreto, abroga la norma corrispondente che non può essere più riproposta in Consiglio Grande e Generale per almeno tre anni. Dopo il referendum propositivo, invece, il Congresso di Stato deve redigere entro sei mesi un progetto di legge redatto in articoli. Tale disegno di legge è poi depositato all'ufficio di presidenza del Consiglio Grande e Generale sempre a seguito della preventiva deliberazione dell'organo di garanzia, che verifica la corrispondenza del progetto di legge alle direttive impartite dall'esito della votazione. A seguito del referendum confermativo con esito favorevole, la Reggenza promulga la legge.

## Consultazioni referendarie
Risultati dei referendum:
| Data              | Titolo                                                                                            | Affluenza | Quorum        | Sì     | No     | Risultato  | Descrizione |
| ----------------- | ------------------------------------------------------------------------------------------------- | --------- | ------------- | ------ | ------ | ---------- | --- |
|                   |                                                                                                   |           |               |        |        |            | |
| 25 marzo 1906     | Mantenere la co-optazione                                                                         | 54,50%    | assente       | 9,35%  | 90,65% | No         | Mantenere la co-optazione oligarchica dell'Arengo. |
| 25 marzo 1906     | Suddivisione equa dei seggi dell'Arengo                                                           | 69,8%     | assente       | 94,89% | 5,11%  | Sì         | Dividere equamente i seggi dell'Arengo tra la città e la campagna. |
|                   |                                                                                                   |           |               |        |        |            | |
| 25 luglio 1982    | Legge sulla cittadinanza                                                                          | 69,8%     | raggiunto     | 42,7%  | 57,3%  | No         | Abrogazione della legge n. 11 del 25 febbraio 1974 e di qualsiasi pratica o atto in base al quale, una donna che sposa un cittadino di uno Stato estero e occupa la cittadinanza del marito non può continuare a mantenere la cittadinanza sammarinese.                                                       |
|                   |                                                                                                   |           |               |        |        |            | |
| 22 settembre 1996 | Organizzazione viaggi a carico da e per l'estero a carico dello Stato per le elezioni politiche   | 64,8%     | raggiunto     | 60,5%  | 39,5%  | Sì         | Abrogazione dell'articolo 5 della Legge 31 gennaio 1996 n. 6, "Legge Elettorale", che dispone l'organizzazione a carico dello Stato di viaggi da e per l'estero riservati agli elettori per l'elezione del Consiglio Grande e Generale.                                                                       |
| 22 settembre 1996 | Preferenze liste                                                                                  | 64,7%     | raggiunto     | 62,8%  | 37,2%  | Sì         | Gli elettori possono manifestare tre preferenze per ogni lista. |
| 22 settembre 1996 | Rimborsi o sovvenzioni per spese relative a viaggi e soggiorni agli elettori                      | 64,7%     | raggiunto     | 65%    | 35%    | Sì         | Nelle consultazioni elettorali, sia vietato a organizzazioni e singoli, qualsiasi intervento in materia di rimborsi o sovvenzioni per spese relative a viaggi e soggiorni agli elettori, aumentando nel contempo le pene per i trasgressori.                                                                  |
| 22 settembre 1996 | Rimborsi o sovvenzioni per spese relative a viaggi e soggiorni agli elettori residenti all'estero | 64,7%     | raggiunto     | 60,9%  | 39,1%  | Sì         | Alla fine del primo comma dell'art.5 della Legge 31 gennaio 1996 n. 6, ove è disposta l'organizzazione a carico dello Stato di viaggi da e per l'estero riservati agli elettori, sia aggiunta la dizione "residenti anagraficamente all'estero e per il tempo strettamente necessario all'esercizio di voto". |
|                   |                                                                                                   |           |               |        |        |            | |
| 26 ottobre 1997   | Vendita di immobili                                                                               | 46,43%    | raggiunto     | 88,08% | 11,92% | Sì         | Le società di capitali che vendono immobili possono farlo esclusivamente nelle forme di società con azioni o quote nominative. |
|                   |                                                                                                   |           |               |        |        |            | |
| 12 settembre 1999 | Legge sulla cittadinanza                                                                          | 56,18%    | raggiunto     | 56,88% | 43,12% | Sì         | Entrata in vigore della "Legge sulla cittadinanza" del 16 giugno 1999 n.66. |
|                   |                                                                                                   |           |               |        |        |            | |
| 3 agosto 2003     | Preferenza unica                                                                                  | 35,07%    | raggiunto     | 80,72% | 19,28% | Sì         | Proposta di dare all'elettore la facoltà di esprimere, in sede di votazione, la preferenza per un unico candidato appartenente alla lista da lui prescelta. |
|                   |                                                                                                   |           |               |        |        |            | |
| 3 luglio 2005     | Limite preferenze                                                                                 | 21,71%    | non raggiunto | 75,87% | 24,13% | Non valido | Possibilità di manifestare solo due preferenze alla stessa lista politica alle elezioni amministrative. |
| 3 luglio 2005     | Modifica nomine Congresso di Stato                                                                | 21,70%    | non raggiunto | 66,56% | 33,44% | Non valido | Possibilità di nominare i membri del Congresso di Stato che non siano membri del Consiglio Grande e Generale. |
| 3 luglio 2005     | Riforma norme referendarie                                                                        | 21,71%    | non raggiunto | 70,7%  | 29,3%  | Non valido | Riforma secondo comma dell'art. 24 della Legge 28/11/1994 n.101 "Nuove norme in materia di referendum e di iniziativa legislativa popolare". |
| 3 luglio 2005     | Riforma norme referendarie                                                                        | 21,68%    | non raggiunto | 73,17% | 26,83% | Non valido | Riforma secondo comma dell'art. 24 della Legge 28/11/1994 n.101 "Nuove norme in materia di referendum e di iniziativa legislativa popolare". |
|                   |                                                                                                   |           |               |        |        |            | |
| 16 marzo 2008     | Abolizione del contratto di lavoro temporaneo                                                     | 20,20%    | non raggiunto | 60,66% | 39,34% | Non valido | Abolizione dell'art. 17 (contratto di lavoro temporaneo) della Legge 29 settembre 2005 n.131. |
| 16 marzo 2008     | Abolizione del contratto a progetto                                                               | 20,02%    | non raggiunto | 60,41% | 39,59% | Non valido | Abolizione dell'art. 18 (Rapporti di collaborazione coordinata e continuativa a progetto) della Legge 29 settembre 2005 n.131. |
| 16 marzo 2008     | Ripristino scala mobile                                                                           | 21,75%    | non raggiunto | 64,87% | 35,13% | Non valido | Ripristino della scala mobile. |
| 16 marzo 2008     | Preferenza unica                                                                                  | 23,83%    | non raggiunto | 69,41% | 30,59% | Non valido | Possibilità di manifestare un'unica preferenza per i candidati della lista prescelta alle elezioni politiche. |
|                   |                                                                                                   |           |               |        |        |            | |
| 27 marzo 2011     | Abrogazione maggioranza semplice per la vendita di terreni statali                                | 36,90%    | raggiunto     | 92,37% | 7,63%  | Sì         | Abrogazione della Modifica della Legge 21 gennaio 2004 n.6 "Inalienabilità dei terreni di proprietà pubblica e disciplina delle permute". |
|                   |                                                                                                   |           |               |        |        |            | |
| 20 ottobre 2013   | Avviamento procedure di adesione all'Unione europea                                               | 20,21%    | non raggiunto | 50,28% | 49,72% | Non valido | Avviamento delle procedure di adesione all'Unione europea. |
| 20 ottobre 2013   | Rivalutazione retribuzioni                                                                        | 30,10%    | non raggiunto | 73,12% | 26,88% | Non valido | Rivalutazione della retribuzione dei lavori dipendenti con contratti di lavoro scaduti. |
|                   |                                                                                                   |           |               |        |        |            | |
| 25 maggio 2014    | Abrogazione libera professione per i medici ISS                                                   | 32,39%    | raggiunto     | 78,04% | 21,96% | Sì         | Abrogazione della possibilità di svolgere anche la libera professione per i medici dell'ISS. |
| 25 maggio 2014    | Modifiche ai fondi pensione                                                                       | 32,82%    | raggiunto     | 79,48% | 20,52% | Sì         | Abrogazione delle modifiche apportate a FondISS dal decreto legge n. 151. |
|                   |                                                                                                   |           |               |        |        |            | |
| 15 maggio 2016    | Introduzione preferenza unica                                                                     | 25,63%    | raggiunto     | 54,76% | 45,24% | Sì         | Possibilità di manifestare un'unica preferenza per i candidati della lista prescelta alle elezioni politiche. |
| 15 maggio 2016    | Abrogazione modifiche al Piano Regolatore Generale (P.R.G.)                                       | 23,14%    | non raggiunto | 49,65% | 50,35% | Non valido | Abolizione della Legge 7 agosto 2015 n.137 che ha modificato il Piano Regolatore Generale per la costruzione del Polo del Lusso a Rovereta. |
| 15 maggio 2016    | Abolizione quorum per il referendum e modifica certificazione di autenticità firme                | 27,36%    | raggiunto     | 58,58% | 41,42% | Sì         | Abolizione del quorum per il referendum e possibilità di certificare le firme per indire un referendum congiuntamente o disgiuntamente da componenti del comitato promotore del referendum preventivamente indicati, sotto la loro responsabilità penale e civile.                                            |
| 15 maggio 2016    | Tetto stipendi pubblici                                                                           | 29,78%    | raggiunto     | 63,63% | 36,37% | Sì         | Tetto di 100.000 euro allo stipendio dei dipendenti pubblici e delle partecipate. |
|                   |                                                                                                   |           |               |        |        |            | |
| 2 giugno 2019     | Modifica legge elettorale                                                                         | 41,98%    | assente       | 60,58% | 39,42% | Sì         | Proposta di modifica alla Legge Qualificata 11 Maggio 2007 n. 1 per il conferimento, dopo il primo turno, di due mandati per formare una maggioranza attraverso accordo tra liste e/o coalizioni, per evitare il ballottaggio.                                                                                |
| 2 giugno 2019     | Introduzione del divieto di discriminazione in base all'orientamento sessuale                     | 41,98%    | assente       | 71,50% | 28,50% | Sì         | Conferma della modifica all'art. 4 Legge n. 59/1974 - Dichiarazione dei diritti dei cittadini e dei principi fondamentali dell'ordinamento sammarinese. |
|                   |                                                                                                   |           |               |        |        |            | |
| 26 settembre 2021 | Legalizzazione dell'aborto                                                                        | 41,11%    | assente       | 77,30% | 22,70% | Sì         | Proposta per consentire l'interruzione volontaria di gravidanza entro la 12ª settimana di gestazione, e anche successivamente se vi sia pericolo per la vita della donna o se vi siano anomalie e malformazioni del feto che comportino grave rischio per la salute fisica o psicologica della donna.         |